# Friedrich von Antiochia
Friedrich von Antiochia (italienisch Federico di Antiochia; * zwischen 1220 und 1225, † 1256 in Foggia) war ein unehelicher Sohn (Bastard) des römisch-deutschen Kaisers und Königs von Sizilien, Friedrich II. Die Herkunft seines Beinamens ist unbekannt. Nach älterer Ansicht war seine Mutter mit dem Fürstenhaus von Antiochien verwandt, allerdings gab es auch eine in Apulien ansässige normannische Adelsfamilie namens „Antiochia“.

## Leben

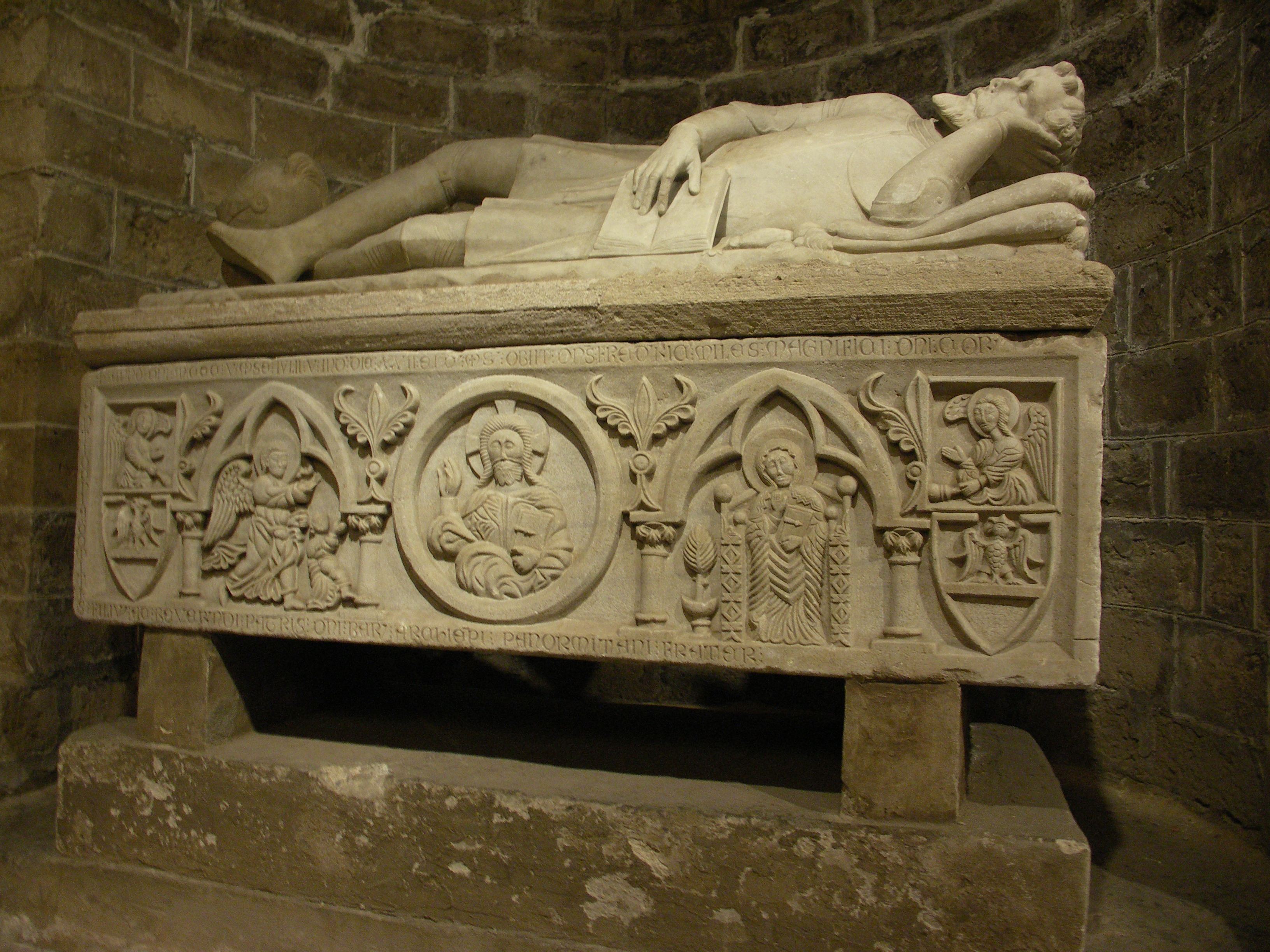
Der Sarkophag Friedrichs von Antiochia in der Kathedrale von Palermo.

Friedrich heiratete 1239 Margherita di Poli, deren Vater als Senator von Rom amtiert hatte. Sie hatten drei Kinder:
- Konrad von Antiochia|Konrad (Corrado) von Antiochia († nach 1301), Graf von Alba, Celano und Loreto
- Margarete (Margherita) von Antiochia
- Philippa (Filippa) von Antiochia († 1273 als Gefangene), ⚭ mit Manfredo II. Marchese Maletta

Während des Kampfes seines Vaters gegen den Lombardenbund und den Papst wurde Friedrich zunächst 1244 zum kaiserlichen Generalvikar der Mark Ancona und schließlich 1245 mit demselben Amt in der Toskana ernannt, als Nachfolger des abtrünnig gewordenen Pandolfo di Fasanella. 1247 wurde er mit der Grafschaft Alba (Albe) im Marserland beliehen, die bereits seinem Schwiegervater gehört hatte.
Im Januar 1248 vertrieb Friedrich die päpstliche Partei (Guelfen) aus Florenz, wo er von der kaiserlichen Partei (Ghibellinen) zum Podestà der Stadt ernannt wurde. Mit der persönlichen Unterstützung seines Vaters nahm er am 25. April 1249 Capraia und kurz danach San Miniato ein, womit die Toskana weitgehend unter kaiserlicher Kontrolle stand. Doch im September 1250 errangen die Guelfen bei Figline Valdarno einen Sieg, worauf es in Florenz zu einem politischen Richtungswechsel kam, der die Ghibellinen von der Stadtregierung stürzte und Friedrich zum Abzug zwang. Nach dem Tod Kaiser Friedrichs II. im Dezember 1250 brach die staufische Herrschaft schließlich in der gesamten Toskana zusammen.
Friedrich unterstützte anschließend seinen Halbbruder Manfred in der Regierung Siziliens und Reichsitaliens bis zur Ankunft ihres Halbbruders, König Konrad IV., von dem er 1252 die Grafschaft Celano erhielt. Weil er sich nach Konrads Tod 1254 weigerte, Sizilien an Papst Innozenz IV. auszuliefern, wurde er von diesem seiner Besitzungen für verlustig erklärt. Bis zu seinem eigenen Tod 1256 blieb Friedrich seinem in Sizilien herrschenden Bruder Manfred loyal.
In Friedrichs Diensten stand der Richter Orfinus von Lodi, der mit seinen um 1245 gedichteten Hexametern zur Verherrlichung der Staufer beitrug.
Friedrich von Antiochia wurde nach seinem Tod in der Kathedrale von Palermo bestattet. Sein Sarkophag ist mit einer Liegefigur geschmückt, die ihn als ruhenden Ritter zeigt.

## Weblink
- Bild vom Sakopharg des Friedrich von Antiochia

| Personendaten    | Personendaten                                        |
| ---------------- | ---------------------------------------------------- |
| NAME             | Friedrich von Antiochia                              |
| ALTERNATIVNAMEN  | Federico di Antiochia                                |
| KURZBESCHREIBUNG | Graf von Alba und Celano, Sohn Kaiser Friedrichs II. |
| GEBURTSDATUM     | 13. Jahrhundert                                      |
| STERBEDATUM      | 1256                                                 |
| STERBEORT        | Foggia                                               |